# 平熙
平熙（?—?），五胡十六国时前燕将军。
337年九月，慕容皝称燕王，让封奕出任国相，韩寿任司马，裴开任奉常，阳骛任司隶，李洪任大理，杜群任纳言令，宋亥、刘睦、石琮任常伯，皇甫真、阳协任冗骑常侍，宋晃、平熙、张泓为将军，封裕任记室监。357年五月十九日，前燕皇帝慕容俊派抚军将军慕容垂、中军将军慕容虔、护军将军平熙率领八万步骑兵在边境以北攻打敕勒部族，将敕勒彻底攻破，俘获斩首十多万人，缴获马十三万匹，牛羊亿万头。昌黎郡、辽东郡二郡营建慕容廆庙，范阳郡、燕郡营建慕容皝庙，护军平熙领将作大匠，监造二庙。